# Sončev mrk 14. decembra 2020
14. decembra 2020 se je zgodil popolni sončev mrk. Redek pojav se zgodi, ko Luna prečka črto med Zemljo in Soncem delno ali popolno za opazovalca na Zemlji. Popolni mrk se zgodi, ko je lunin navidezni premer večji kot sončev, kar ovira sončevo svetlobo na Zemljo in spremeni dan v temo. Popolnost se zgodi le na ozkem predelu Zemljine površine, delnost pa se razširja na več tisoč kilometrih.
Pot sence je podobna kot pri mrku 26. februarja 2017. Mrk se je zgodil samo 17 mesecev po sončevem mrku 2. julija 2019 in je bil kot mrk prejšnjega leta viden iz Čil in Argentine. Delna senca je potovala čez Brazilijo in Urugvaj.
Ta sončev mrk se je zgodil eno lunarno leto za kolobarjastim mrkom 26. decembra 2019.

## Vidnost

### Čile
Popolna senca je bila vidna iz predelov regije Aracauníe in Los Ríos in iz nekaj manjših delov regije Bío Bío. Mesta na senci so med drugim Temuco, Villarrica in Pucón. Popolnost je bila vidna tudi z otoka Mocha.
Časi in prekritost s temo večjih mest v Čilah so prikazani v sledeči razpredelnici (od severa proti jugu):
| Provinca Arauco, regija Biobío     |               |           |        |
| Lokacija                           | % prekritosti | Čas       | Čas    |
| Contulmo                           | 98,61%        |           |        |
| Tirúa                              | 99,82%        |           |        |
| otok Mocha                         | 100%          | 57.2’’    | sekund |
| Provinca Malleco, regija Araucanía |               |           |        |
| Lokacija                           | % prekritosti | Čas       | Čas    |
| Angol                              | 97,33%        |           |        |
| Purén                              | 98,50%        |           |        |
| Victoria                           | 98,45%        |           |        |
| Traiguén                           | 98,83%        |           |        |
| Curacautín                         | 98,71%        |           |        |
| Lonquimay                          | 98,26%        |           |        |
| Provinca Cautín, regija Araucanía  |               |           |        |
| Lokacija                           | % prekritosti | Čas       | Čas    |
| Lautaro                            | 99,44%        |           |        |
| Cholchol                           | 99,95%        |           |        |
| Vilcún                             | 99,70%        |           |        |
| Temuco                             | 100%          | 29.8’’    | sekund |
| Cunco                              | 100%          | 58.2’’    | sekund |
| Nueva Imperial                     | 100%          | 1m 30’’   | minuto |
| Carahue                            | 100%          | 1m 38,8’’ | minuto |
| Puerto Saavedra                    | 100%          | 2m 2,1’’  | minuti |
| Teodoro Schmidt                    | 100%          | 2m 8.5’’  | minuti |
| Toltén                             | 100%          | 1m 55.5’’ | minuto |
| Freire                             | 100%          | 1m 55,6’’ | minuto |
| Pitrufquén                         | 100%          | 1m 59,8’’ | minuto |
| Gorbea                             | 100%          | 2m 08,4’’ | minuti |
| Lastarria                          | 100%          | 2m 05,1’’ | minuti |
| Loncoche                           | 100%          | 1m 50.6’’ | minuto |
| Villarrica                         | 100%          | 2m 08,7’’ | minuti |
| Las Chilcas                        | 100%          | 2m 08.9’’ | minuti |
| Molco                              | 100%          | 2m 08,6’’ | minuti |
| Pucón                              | 100%          | 2m 07,9’’ | minuti |
| Caburgua Lake                      | 100%          | 1m 57,4’’ | minuto |
| Palguín bajo                       | 100%          | 2m 07.9’’ | minuti |
| Curarrehue                         | 100%          | 2m 06,9’’ | minuti |
| Correntoso                         | 100%          | 2m 08,7’’ | minuti |
| Lican Ray                          | 100%          | 1m 53,6’’ | minuto |
| Provinca Valdivia, regija Los Ríos |               |           |        |
| Lokacija                           | % prekritosti | Čas       | Čas    |
| Lanco                              | 100%          | 1m 18.1’’ | minuto |
| Malalhue                           | 100%          | 1m 12,4’’ | minuto |
| Panguipulli                        | 100%          | 41’’      | sekund |
| Calafquén                          | 100%          | 1m 28.3’’ | minuto |
| Coñaripe                           | 100%          | 1m 46,3’’ | minuto |
| Liquiñe                            | 100%          | 1m 05,6’’ | minuto |
| Choshuenco                         | 99,85%        |           |        |
| Puerto Fuy                         | 99,88%        |           |        |
| Mehuín                             | 99,99%        |           |        |
| San José de la Mariquina           | 99,94%        |           |        |
| Valdivia                           | 98,96%        |           |        |
| Los Lagos                          | 99,21%        |           |        |
| Futrono                            | 98,74%        |           |        |
| Paillaco                           | 98,46%        |           |        |
| Río Bueno                          | 97,49%        |           |        |
| Lago Ranco                         | 97,99%        |           |        |

### Argentina
Popolnost je bila vidna tudi preko Severne Patagonije, kjer je prečkala mesta, kot so: Junin de los Andes, San Martin de los Andes in San Carlos de Bariloche.

## Znanstvena opazovanja
Del Festivala meritev mrka decembra 2020, ki so ga izvajali ljubiteljski znanstveniki, so bile tudi meritve ionosferskih učinkov mrka. Festival je organizirala organizacija Amateur Radio Science Citizen Investigation (HamSCI).

## Galerija
Animirana pot
- Popolnost iz Gorbea (Čile)
- Delnost iz Santiaga (Čile), 15:02 UTC
- Delnost iz Renga (Čile), 15:06 UTC
- Delnost iz Puerto Varasa, Čile, 16:09 UTC
- Delnost iz Taubaté, Brazilija, 17:13 UTC
- Delnost iz Buenos Airesa, Argentina, 17:32 UTC
- Delnost iz Guarulhosa, Brazilija, 17:01 UTC

## Povezani mrki

### Mrki leta 2020
- Polsenčni lunin mrk 10. januarja.
- Polsenčni lunin mrk 5. junija.
- Kolobarjasti sončev mrk 21. junija.
- Polsenčni lunin mrk 5. julija.
- Polsenčni lunin mrk 30. novembra.
- Popolni sončev mrk 14. decembra.

### Tzolkineks
- Prejšnji: Sončev mrk 3. novembra 2013

- Sledeči: Sončev mrk 26. januarja 2028

### Polovični saroški cikel
- Prejšnji: Lunin mrk 10. decembra 2011

- Sledeči: Lunin mrk 20. decembra 2029

### Tritos
- Prejšnji: Sončev mrk 15. januarja 2010

- Sledeči: Sončev mrk 14. novembra 2031

### 142. sončev saros
- Prejšnji: Sončev mrk 4. decembra 2002

- Sledeči: Sončev mrk 26. decembra 2038

### Ineks
- Prejšnji: Sončev mrk 4. januarja 1992

- Sledeči: Sončev mrk 25. novembra 2049

### Triada
- Prejšnji: Sončev mrk 14. februarja 1934

- Sledeči: Sončev mrk 16. oktobra 2107

### Sončevi mrki v obdobju 2018–2021
Ta mrk je del semestrskih serij. Mrk v ciklu Sončevih mrkov se ponovi na približno vsakih 177 dni in 4 ur (en semester) na izmeničnih vozlih Luninega tira.
Opomba: Delna sončeva mrka 15. februarja 2018 in 11. avgusta 2018 sta se zgodila med prejšnjo semestrsko serijo.
| Serije sončevih mrkov v obdobju 2018-2021 | Serije sončevih mrkov v obdobju 2018-2021 | Serije sončevih mrkov v obdobju 2018-2021 | Serije sončevih mrkov v obdobju 2018-2021 | Serije sončevih mrkov v obdobju 2018-2021 | Serije sončevih mrkov v obdobju 2018-2021 | Serije sončevih mrkov v obdobju 2018-2021 |
| ----------------------------------------- | ----------------------------------------- | ----------------------------------------- | ----------------------------------------- | ----------------------------------------- | ----------------------------------------- | ----------------------------------------- |
| Dvižni vozel                              | Dvižni vozel                              | Dvižni vozel                              |                                           | Padni vozel                               | Padni vozel                               | Padni vozel                               |
| Saros                                     | Zemljevid                                 | Gama                                      | Saros                                     | Zemljevid                                 | Gama                                      |                                           |
| 117 Delni v Melbourneu                    | 13. julij 2018 Delni                      |                                           | 122 Delni v Nakhodki, v Rusiji            | 6. januar 2019 Delni                      |                                           |                                           |
| 127 La Serena, Čile                       | 2. julija 2019 Popolni                    |                                           | 132 Nilambur, Indija                      | 26. december 2019 Kolobarjast             |                                           |                                           |
| 137                                       | 21. junij 2020 Kolobarjast                |                                           | 142                                       | 14. december 2020 Popolni                 |                                           |                                           |
| 147                                       | 10. junij 2021 Kolobarjast                |                                           | 152                                       | 4. december 2021 Popolni                  |                                           |                                           |

### 142. saros
Ta mrk je del 142. saroškega cikla, ki se ponovi na vsakih 18 let, 11 dni in vključuje 72 mrkov. Serija se je začela z delnim sončevim mrkom 17. aprila 1624. Vsebuje le en kolobarjasti mrk, ki je bil 14. julija 1768. Vsebuje vse popolne mrke od 25. julija 1786, pa vse do 29. oktobra 2543. Serija se konča z 72. članom, ki je delni mrk 5. junija 2904. Popolnost bo najdlje trajala 28. maja 2291 (6 minut in 34 sekund). Vsi mrki v tej seriji se zgodijo v luninem padnem vozlu.
| Člani serije med 1901 in 2359 (17.-41.) | Člani serije med 1901 in 2359 (17.-41.) | Člani serije med 1901 in 2359 (17.-41.) |
| 17                                      | 18                                      | 19                                      |
| --------------------------------------- | --------------------------------------- | --------------------------------------- |
| 10. oktober 1912                        | 21. oktober 1930                        | 1. november 1948                        |
| 20                                      | 21                                      | 22                                      |
| 12. november 1966                       | 22. november 1984                       | 4. december 2002                        |
| 23                                      | 24                                      | 25                                      |
| 14. december 2020                       | 26. december 2038                       | 5. januar 2057                          |
| 26                                      | 27                                      | 28                                      |
| 16. januar 2075                         | 27. januar 2093                         | 8. februar 2111                         |
| 29                                      | 30                                      | 31                                      |
| 18. februar 2129                        | 2. marec 2147                           | 12. marec 2165                          |
| 32                                      | 33                                      | 34                                      |
| 23. marec 2183                          | 4. april 2201                           | 15. april 2219                          |
| 35                                      | 36                                      | 37                                      |
| 25. april 2237                          | 7. maj 2255                             | 17. maj 2273                            |
| 38                                      | 39                                      | 40                                      |
| 28. maj 2291                            | 9. junij 2309                           | 20. junij 2327                          |
| 41                                      |                                         |                                         |
| 30. junij 2345                          |                                         |                                         |

### Metonski cikel
Metonov niz ponovi mrke na vsakih 19 let (6939,69 dni). Traja približno 5 ciklov. Mrki se zgodijo v skoraj enakem koledarskem datumu. Oktonski podnizi se ponovijo na 1/5 časa trajanja Metonovega cikla, oziroma na vsakih 3,8 let (1387,94 dni).
Vsi mrki v tej tabeli so se zgodili v luninem padnem vozlu.
| 21 dogodkov med 22. julijem 1971 in 22. julijem 2047 | 21 dogodkov med 22. julijem 1971 in 22. julijem 2047 | 21 dogodkov med 22. julijem 1971 in 22. julijem 2047 | 21 dogodkov med 22. julijem 1971 in 22. julijem 2047 | 21 dogodkov med 22. julijem 1971 in 22. julijem 2047 |
| 21.-22. julij                                        | 9.–11. maj                                           | 26.–27. Februar                                      | 14.–15. december                                     | 2.–3. oktober                                        |
| 116                                                  | 118                                                  | 120                                                  | 122                                                  | 124                                                  |
| ---------------------------------------------------- | ---------------------------------------------------- | ---------------------------------------------------- | ---------------------------------------------------- | ---------------------------------------------------- |
| 22. julij 1971                                       | 11. maj 1975                                         | 26. februar 1979                                     | 15. december 1982                                    | 3. oktober 1986                                      |
| 126                                                  | 128                                                  | 130                                                  | 132                                                  | 134                                                  |
| 22. julij 1990                                       | 10. maj 1994                                         | 26. februar 1998                                     | 14. december 2001                                    | 3. oktober 2005                                      |
| 136                                                  | 138                                                  | 140                                                  | 142                                                  | 144                                                  |
| 22. julij 2009                                       | 10. maj 2013                                         | 26. februar 2017                                     | 14. december 2020                                    | 2. oktober 2024                                      |
| 146                                                  | 148                                                  | 150                                                  | 152                                                  | 154                                                  |
| 22. julij 2028                                       | 9. maj 2032                                          | 27. februar 2036                                     | 15. december 2039                                    | 3. oktober 2043                                      |
| 156                                                  |                                                      |                                                      |                                                      |                                                      |
| 22. julij 2047                                       |                                                      |                                                      |                                                      |                                                      |